# Privatdetektiv
Privatdetektiv, detektiv eller deckare, (person i det) yrke som är inriktat på att lösa brott, ta reda på fakta eller lösa mysterier. De arbetar ofta för advokater, försäkringsbolag eller privatpersoner som misstänker att deras partner är otrogna. Trots att det i Sverige inte längre är en juridisk nödvändighet att ha bevis för sin partners otrohet eller dåliga uppförande är det fortfarande en marknad för detektiver.

## Fiktiva detektiver
Den som brukar anges som den förste i raden av fiktiva detektiver är Edgar Allan Poes Chevalier Auguste Dupin i berättelsen Morden på Rue Morgue från 1841.
De kanske mest kända fiktiva detektiverna är Sherlock Holmes och Hercule Poirot. Sherlock Holmes skapades 1887 av Arthur Conan Doyle. Conan Doyle refererade själv till Holmes som en "private inquires agent". Hercule Poirot skapades av "deckardrottningen" Agatha Christie 1920. Poirot kom att bli en av Christies mest igenkända och spridda huvudfigurer som hon baserade ett 30-tal böcker på. Dessa detektiver skapades inom litteraturen och har blivit filmatiserade flera gånger med olika personer i huvudrollen.
I Sverige är Ture Sventon en känd privatdetektiv från böckerna som är skrivna av Åke Holmberg. Ture Sventon jobbar i huvudsak med att försöka ta fast sin ärkerival, Ville Vessla, som stjäl eller utpressar personer om att stjäla något dyrbart som leder till att Ture Sventon måste kopplas in. Ture Sventon har ofta hjälp av två barn, med olika namn, samt sin goda vän från arabiska öknen herr Omar.
Även Kalle Blomkvist skulle kunna räknas in som en i Sverige känd fiktiv detektiv, även om han i böckerna bara är 13 år.
Snoken var en framgångsrik svensk TV-serie om privatdetektiven Anders "Snoken" Grip som bodde på en husbåt tillsammans med sin hund, Tubbe.

## Stereotyp
Sedan 1940-talet har deckaren också återfunnits bland de litterära stereotyperna. Det är en hjälte-typ som snubblar in i ett mysterium och ska lösa det. Deckaren är ofta lugn, avslappnad och intelligent. Klichén säger också att han (för det är nästan alltid en man) dricker whisky, röker, klär sig i trenchcoat, fedora och är en utmärkt skytt.

## Privatspanare
En liknande benämning som är en vanlig benämning på privatpersoner som försöker hitta sanningen om Palmemordet är "privatspanare". Kända privatspanare är Sven Anér, Lars Borgnäs, Ingvar Heimer, Lars Krantz, Fritz G Pettersson, bröderna Kari Poutiainen och Pertti Poutiainen, Olle Alsén och Gunnar Wall.

## Detektivbyråer
Ytterligare benämning är detektivbyråer. I Sverige finns det en hel del detektivbyråer, och det är en växande bransch. Kända detektivbyråer i Sverige är bl.a. Cheaters detektivbyrå och Gothia Protection Group.